# Van Eck

Familiewapen van Van Eck

Van Eck (nu alleen nog: Van Panthaleon van Eck) is een Nederlands geslacht waarvan leden sinds 1814 tot de Nederlandse adel behoren.

## Geschiedenis
De stamreeks van de in de Nederlandse adel opgenomen familietak begint met Dirk van Eck Dirksz. die in Maurik vermeld wordt in 1504. Zijn achterkleinzoon Diederik (Dirck) van Eck († 1631) was burgemeester en schepen van Arnhem en lid van de ridderschap van de Veluwe. 
Bij Soeverein Besluit van 28 augustus 1814 werd Jan Carel van Eck (1757-1836) benoemd in de ridderschap van Gelderland. In 1822 werd voor hem en zijn nageslacht erkend de titel van baron.
Bij KB van 10 februari 1873 verkreeg generaal-majoor François Marinus baron van Eck (1841-1919) naamswijziging tot Van Panthaleon van Eck; hij is de stamvader van alle nog levende leden van het geslacht die dus allen de naam en titel dragen Van Panthaleon baron(es) van Eck. Deze naamswijziging kwam tot stand op basis van vermeende afstamming van Werner Panthaleon, schepen van de stad Keulen, over wie in het familiearchief Van Eck zich twee charters bevinden uit 1398 en 1411. Enige familierelatie met Werner Panthaleon is echter niet aangetoond en derhalve begint de stamreeks ook met de hiervoor genoemde Dirk van Eck Dirksz.

## Enkele telgen

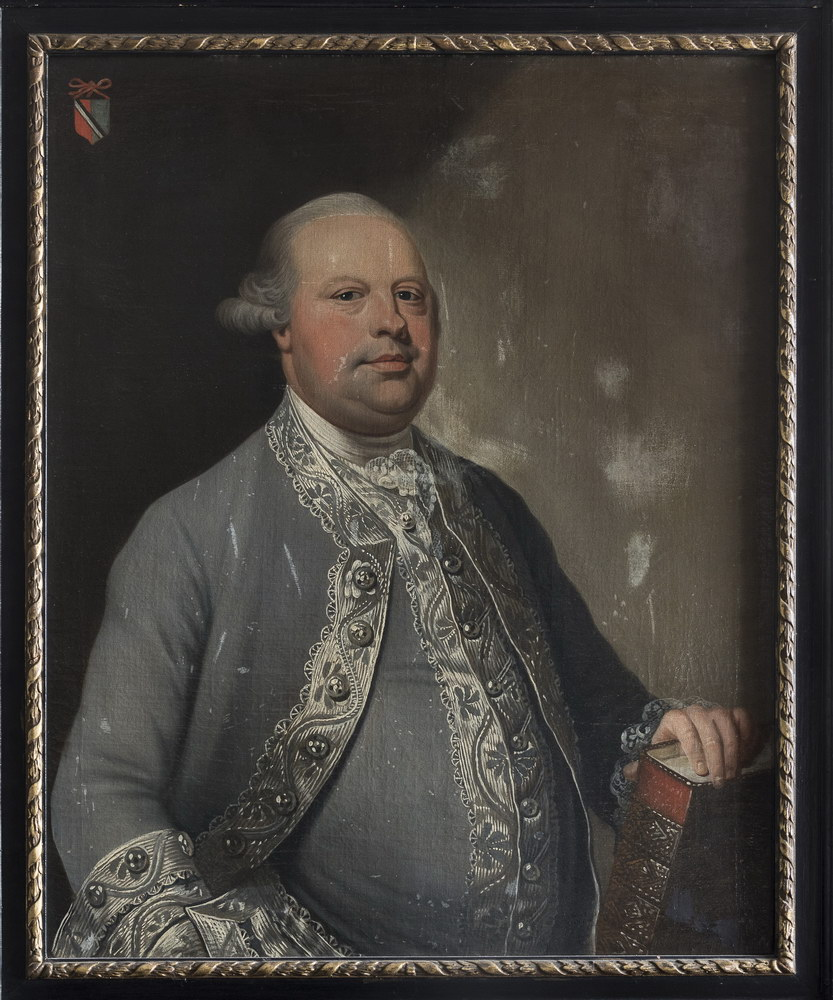
Jacob Willem van Panthaleon van Eck (1727-1789)

Lubbert Jan baron van Eck (1719-1765), gouverneur van Ceylon
Jacob Willem baron van Eck (1789-1849), luitenant infanterie
- Françoise Madelin barones van Eck (1832-1883); trouwde in 1873 met ds. Carel Steven Adama van Scheltema (1815-1897), predikant en letterkundige
  - Frederik Adama van Scheltema (1846-1899), kunsthandelaar
    - Carel Steven Adama van Scheltema (dichter) (1877-1924)
- François Marinus van Panthaleon baron van Eck (1841-1914), generaal-majoor
  - Reinier van Panthaleon baron van Eck (1866-1957), luitenant-generaal titulair
  - ir. François Marinus van Panthaleon baron van Eck (1870-1939), ingenieur bij de spoorwegen
    - François Marinus van Panthaleon baron van Eck (1908-1993), burgemeester
      - Jacoba Gijsberta Monica van Panthaleon barones van Eck (1939), beeldhouwster; trouwde in 1969 met jhr. drs. Ingvar Elias (1940), lid van de familie Elias
      - Marina Elisabeth van Panthaleon barones van Eck (1942); trouwde in 1966 met jhr. mr. Willem Hendrik de Beaufort (1939), griffier van de Tweede Kamer der Staten-Generaal, lid van de familie De Beaufort
        - jhr. Binnert Philip de Beaufort (1970), schrijver en journalist

    - mr. Jan Carel van Panthaleon baron van Eck (1911-2004), vicepresident arrondissementsrechtbank van Rotterdam
    - prof. dr. Constantijn Leopold van Panthaleon baron van Eck (1917-1996), hoogleraar algemene en fysische scheikunde aan de Technische Hogeschool Eindhoven